# Informationstechnikbataillon 293
Das Informationstechnikbataillon 293 (ITBtl 293) in Murnau am Staffelsee ist eine Dienststelle des Cyber- und Informationsraumes (CIR) der Bundeswehr und untersteht dem Kommando Informationstechnik-Services der Bundeswehr.

## Auftrag und Ausrüstung
Das Informationstechnikbataillon 293 stellt mit dem Einsatz und Betrieb sogenannter Service Delivery Points (SDP) die Informationsversorgung und Kommunikationsfähigkeit der Streitkräfte sicher. Die fachliche Führung dieser mobilen IT-Kräfte verantwortet ein Betriebsführungselement, das die IT-Lage überwacht und die Schnittstelle zur übergeordneten Führung bildet. Für den durchhaltefähigen Einsatz der Kräfte verfügt das Informationstechnikbataillon 293 über eigene logistische Elemente zur Instandsetzung und Versorgung. Im Zusammenwirken mit den TSK Heer, Luftwaffe und Marine ist das Bataillon regelmäßig an Übungen auf nationaler wie internationaler Ebene beteiligt.

## Gliederung
- Bataillonsführung
  - Stab
  - Stabszug (StZg)

- 1./ITBtl 293 – Versorgungs- und Unterstützungskompanie

- 2./-4./ITBtl 293 – Mobile IT-Kräfte
- 5./ITBtl 293 – Betriebsführungselement und Ausbildungsanteile
- 6./ITBtl 293 – Ergänzungstruppenteil (ErgTrT)

## Geschichte
Am 1. April 1958 wurde das Gebirgsfernmeldebataillon 8 (GebFmBtl 8) als Teil der 1. Gebirgsdivision in Mittenwald aufgestellt. Es entstand aus der seit 1956 bestehenden Gebirgsbrigadefernmeldekompanie 104 (GebBrigFmKp 104). Zur Durchführung der Allgemeinen Grundausbildung wurde am 1. Juni 1960 die Fernmeldeausbildungskompanie 1/8 eingerichtet.
Im Jahr 1966 erfolgte die Verlegung des Bataillons in die Werdenfelser Kaserne nach Murnau. 1981 bezog das Bataillon die Kemmel-Kaserne, ebenfalls in Murnau. Mit der Übernahme des Lehrauftrags der Fernmeldeschule und Fachschule des Heeres für Elektrotechnik im Jahr 1992 wurde das Bataillon in Gebirgsfernmeldelehrbataillon 8 (GebFmLehrBtl 8) umbenannt.
1994 wurden die Fernmeldeausbildungskompanie 1/8 sowie die Fahrschulgruppe Murnau außer Dienst gestellt. Gleichzeitig verlegte das Bataillon zurück in die Werdenfelser Kaserne und erhielt die neue Bezeichnung Gebirgsstabs- und Fernmeldelehrbataillon 8 (GebSt/FmLehrBtl 8). Drei Jahre später, 1997, wurde die 4. Kompanie in eine 8. Ausbildungskompanie umgewandelt und nach Mittenwald verlegt.
Im Rahmen der Katastrophenhilfe unterstützte das Bataillon im Jahr 1999 den Einsatz beim Pfingsthochwasser 1999. Zusätzlich wurden 80 Soldaten für die Kosovo Force (KFOR) abgestellt. Im Jahr 2000 folgte der Einsatz von 62 Soldaten auf dem Balkan im Rahmen von KFOR und SFOR.
Im Jahr 2001 wurde das Bataillon der Führungsunterstützungsbrigade 2 in Ulm unterstellt. Zudem wurde seine Auflösung zum 30. September 2004 beschlossen. Dennoch stellte das Bataillon im selben Jahr 68 Soldaten für das 2. Einsatzkontingent der Task Force Fox in Mazedonien bereit. 2002 kam es zu einem weiteren Katastrophenschutzeinsatz beim Hochwasser im Landkreis.
Im Jahr 2003 wurden 49 Soldaten des GebSt/FmLehrBtl 8 im Rahmen der ISAF nach Kabul entsandt. Der zuvor beschlossene Auflösungsplan wurde 2004 aufgehoben. Die 1997 in Mittenwald aufgestellte Ausbildungskompanie wurde nach Murnau zurückverlegt.
Während des Hochwassers im Jahr 2005 war das Bataillon in Eschenlohe und Garmisch-Partenkirchen im Einsatz. Am 1. Oktober 2005 erfolgte die Umbenennung in Führungsunterstützungsbataillon 293 (FüUstgBtl 293) sowie die Eingliederung in die Streitkräftebasis (SKB).
Im Jahr 2006 wurde die 8. Kompanie (Grundausbildung) außer Dienst gestellt. Zwei Jahre später, 2008, wurde die Ausbildungskompanie 6./FüUstgBtl 293 (Grundausbildung) neu aufgestellt. Im Jahr 2009 wurden erneut 42 Soldaten für Einsätze bei KFOR und ISAF abgestellt. Das Bataillon erhält 2009 eine weitere Einsatzkompanie. Die 5./FüUstgBtl 293 wird aufgestellt.
Zum 1. Dezember 2013 wurde das Bataillon in Schwerpunktkompanien mit systemspezifischen Zügen umgegliedert. Weiterhin wird das – dem Bataillon übergeordnete – Führungsunterstützungsregiment 29 aufgelöst und die Unterstellung wechselt zum Führungsunterstützungskommando der Bundeswehr (FüUstgKdoBw).
Zum 1. Juli 2017 wechselt das Bataillon seine Unterstellung. Es wird vom Organisationsbereich Streitkräftebasis dem neuen Organisationsbereich Cyber- und Informationsraum (CIR) zugeordnet und dem Kommando Informationstechnik der Bundeswehr (KdoITBw) unterstellt. Im Zuge dieses Unterstellungswechsels erfolgt die Umbenennung in Informationstechnikbataillon 293 (ITBtl 293). Seit dem 1. April 2023 ist das Bataillon dem Kommando Informationstechnik-Services der Bundeswehr (KdoIT-SBw) unterstellt. Zum 1. April 2025 erfolgte eine Umstrukturierung des Verbandes in eine Versorgungs- und Unterstützungskompanie, vier Einsatzkompanie sowie eine Kompanie mit Betriebsführungselement und Ausbildungsanteilen.
Das Bataillon feierte im Jahr 2018 sein 60-jähriges Bestehen. Es trug im Laufe dieser Zeit verschiedene Namen, angefangen von Gebirgsfernmeldebataillon 8 über Gebirgsstabs- und Fernmeldelehrbataillon 8, Führungsunterstützungsbataillon 293 bis hin zu Informationstechnikbataillon 293.
Am 9. Juni 2018 und am 17. Juni 2023 richtete das Informationstechnikbataillon 293 – als einer von 16 Standorten – den Tag der Bundeswehr in Murnau aus.
Am 28. April 2022 erfolgte die Übergabe von Oberstleutnant Richter, der zum I. Deutsch-Niederländisches Corps wechselt, an Oberstleutnant Stefan Eisinger.
Am 12. September 2023 wurde dem Bataillon das Fahnenband des Bayerischen Ministerpräsidenten verliehen.
Während des Hochwassers im Juni 2024 waren Soldatinnen und Soldaten des Bataillons im Rahmen der Amtshilfe im Landkreis Günzburg im Einsatz.
Am 16. Mai 2024 übernahm Oberstleutnant Andreas Hadersdorfer als Kommandeur die Führung des Bataillons von Oberstleutnant Stefan Eisinger.

## Die Kommandeure
| Name                                | von  | bis  |
| ----------------------------------- | ---- | ---- |
| Oberstleutnant Andreas Hadersdorfer | 2024 | -    |
| Oberstleutnant Stefan Eisinger      | 2022 | 2024 |
| Oberstleutnant Marc Richter         | 2018 | 2022 |
| Oberstleutnant Jürgen Eckert        | 2015 | 2018 |
| Oberstleutnant Dirk Kutscher        | 2013 | 2015 |
| Oberstleutnant Tim Zahn             | 2011 | 2013 |
| Oberstleutnant Michael Steinheimer  | 2009 | 2011 |
| Oberstleutnant Kai Heß              | 2006 | 2009 |
| Oberstleutnant Rainer Hohmann       | 2004 | 2006 |
| Oberstleutnant Peter Bauer          | 2001 | 2004 |
| Oberstleutnant Hunstock             | 1998 | 2001 |
| Oberstleutnant Meyer                | 1996 | 1998 |
| Oberstleutnant Exner                | 1994 | 1996 |
| Oberstleutnant Küpper               | 1992 | 1994 |
| Oberstleutnant Witschel             | 1988 | 1992 |
| Oberstleutnant Schweinsteiger       | 1986 | 1988 |
| Oberstleutnant Geissbauer           | 1982 | 1986 |
| Oberstleutnant Uebel                | 1979 | 1982 |
| Oberstleutnant Bader                | 1977 | 1979 |
| Oberstleutnant Lechner              | 1975 | 1977 |
| Oberstleutnant Greiner              | 1973 | 1975 |
| Oberstleutnant Haffke               | 1969 | 1973 |
| Oberstleutnant Lackner              | 1966 | 1969 |
| Oberstleutnant Grossler             | 1963 | 1966 |
| Oberstleutnant Prümm                | 1960 | 1963 |
| Major Koch                          | 1958 | 1960 |

## Patenschaften
Aktuell bestehen folgende Paten- und Partnerschaften:
- Informationstechnikbataillon 293 mit der Marktgemeinde Murnau am Staffelsee
- Stabszug mit der Gemeinde Spatzenhausen
- 1. Kompanie mit der Gemeinde Riegsee
- 2. Kompanie mit der Gemeinde Obersöchering
- 3. Kompanie mit der Gemeinde Oberhausen
- 4. Kompanie mit der Gemeinde Seehausen am Staffelsee
- 5. Kompanie mit den Gemeinden Uffing am Staffelsee und Bad Kohlgrub

## Abkürzungen
- Dig RiFu →  Digitaler Richtfunk
- dPOP →  deployable Point-of-Presence
- DSE → Dezentrale Server Einsatz
- ErgTrT → Ergänzungstruppenteil
- HaFIS → Harmonisiertes Führungsinformationssystem
- LVN Bw → Lokale verlegefähige Netze der Bundeswehr
- MobKommSys Bw → Mobiles Kommunikationssystem der Bundeswehr
- NSTrp →  Netzservicetrupp
- RBM →  Receive Broadcast Management
- SATCOM Bw →  Satellitenkommunikation der Bundeswehr
- SDP →  Service Delivery Point